# Danilo Pavlović
Danilo Pavlović (ur. 23 kwietnia 1997) – serbski siatkarz, reprezentant kraju, grający na pozycji przyjmującego.
Jego żoną jest słoweńska siatkarka Eva Mori. Od sezonu 2021/2022 razem grają w słoweńskim klubie o tej samej nazwie w Calcit Kamnik.

## Sukcesy klubowe
Superpuchar Serbii:
- 2014

Liga serbska:
- 2015
- 2019

Puchar Serbii:
- 2019

Superpuchar Białorusi:
- 2019

Puchar Białorusi:
- 2019

Liga białoruska:
- 2020

Liga słoweńska:
- 2022[4]

## Nagrody indywidualne
- 2019: MVP Pucharu Serbii